# Diocesi di Graziana
La diocesi di Graziana (in latino Dioecesis Gratianensis) è una sede soppressa e sede titolare della Chiesa cattolica.

## Storia
Graziana, nell'odierna Tunisia, è un'antica sede episcopale della provincia romana di Bizacena.
Sono tre i vescovi documentati di Graziana. Il donatista Vittore intervenne alla conferenza di Cartagine del 411, che vide riuniti assieme i vescovi cattolici e donatisti dell'Africa romana; in quell'occasione la sede non aveva vescovi cattolici.
Bonifacio di Graziana firmò, assieme ad altri tre vescovi, il Liber fidei catholicae redatto in vista di un confronto tra cattolici e ariani previsto per il 1º febbraio 484. Di Bonifacio è nota anche una lettera, del 1º maggio 517, scritta alle monache di un monastero della Bizacena, nella quale il vescovo ricorda che le religiose sono esenti dalle autorità ecclesiastiche e che hanno piena libertà nella scelta del sacerdote che svolga le funzioni liturgiche nel loro monastero. In occasione della stesura di questa lettera Bonifacio era primate di Bizacena. A lui si rivolge ancora l'abate Pietro, in epoca imprecisata tra il 502 e il 523, che chiede al vescovo l'ordinazione sacerdotale di alcuni suoi monaci per svolgere le funzioni liturgiche nell'abbazia di cui è a capo. Questi ultimi due documenti furono letti durante il concilio di Cartagine del 525 ed inseriti negli atti conciliari.
Infine il vescovo Ianuario sottoscrisse la lettera sinodale dei vescovi della Bizacena riuniti in concilio nel 646 per condannare il monotelismo e indirizzata all'imperatore Costante II.
Dal 1933 Graziana è annoverata tra le sedi vescovili titolari della Chiesa cattolica; dal 16 marzo 2016 l'arcivescovo, titolo personale, titolare è Francisco Escalante Molina, nunzio apostolico in Giappone.

## Cronotassi

### Vescovi
- Vittore † (menzionato nel 411) (vescovo donatista)

- Bonifacio † (prima del 484 - dopo il 517)
- Ianuario † (menzionato nel 646)

### Vescovi titolari
- Felice Pirozzi † (28 ottobre 1961 - 25 luglio 1975 deceduto)
- Luigi Conti † (1º agosto 1975 - 5 dicembre 2015 deceduto)
- Francisco Escalante Molina, dal 19 marzo 2016